# День опричника
«День опри́чника» — антиутопическая повесть русского писателя Владимира Сорокина, изданная в 2006 году. Книга сатирически рисует мир, который ждёт Россию в случае продолжения текущего политического курса. Повесть открывается посвящением Малюте Скуратову. В 2008 году вышло продолжение — сборник рассказов «Сахарный Кремль».

## Сюжет
Действие происходит в России 2028 года, отгороженной от остального мира Великой Русской Стеной. Страна прошла Смуту Красную, Смуту Белую, Смуту Серую и произошло Возрождение Руси. Россией руководит Государь Василий Николаевич (сын Николая Платоновича), в стране восстановлено самодержавие, процветают ксенофобия, протекционизм, лубочно-квасной патриотизм и всевластие карательных органов, творящих постоянные репрессии (и при этом погрязших в коррупции), а источниками дохода являются продажа природного газа и поборы с транзита китайских товаров в Европу. На Лубянке установлен памятник Малюте Скуратову. Всем, кроме палачей и армейских старшин, запрещён мат. Разрешено употребление нескольких видов наркотиков. Ликвидированы супермаркеты, их заменили ларьки, в которых по два варианта каждого из товаров, лишь сыр один — только «Российский». Предметы роскоши, автомобили и самолёты «Боинг» — китайские. В Западной Сибири живёт 28 миллионов китайцев.
Рассказ о рядовом дне своей жизни ведёт опричник Андрей Данилович Комяга, занимающий четвёртое место в опричной табели о рангах. Он живёт в окружении челяди в тереме, отобранном у врага народа. На службу ездит по выделенной опричникам полосе на «мерине» с привязанными к бамперам метлой и собачьей головой (символ пёсьей верности опричников). В начале рабочего дня ему предстоит учинить расправу над «столбовым»: неугодного опричники убивают, дом сжигают огнемётами, а жену насилуют. После этого опричники отправляются за стены белокаменного Кремля (его стенам вернули историческую побелку) для отпущения грехов на богослужении в Успенском соборе.
До конца дня Комяге предстоят встреча с ясновидящей, распутной Государыней, наркотический трип и однополая оргия с соратниками в бане, укрепляющая единство опричной корпорации.

## Интерпретации
Попытки представить будущее России как возвращение к средневековой архаике предпринимались и до Сорокина (в частности, в романе Татьяны Толстой «Кысь»). «День опричника» был воспринят как злая сатира на всевластие и привилегии «силовиков» в путинской России. Сорокин показывает, что история России циклична, «только разве меняется техническая оснастка той или иной палаческой техники» (Б. Парамонов). При этом автор возражает против сведения содержания книги к политической сатире: «Цель сатиры — настоящее, а моя повесть — это скорее попытка  футурологии, осуществляемой при помощи художественных средств».
Политологи отмечали большую реалистичность книги: намекая на фокусников-политтехнологов, воссоздающих при Путине симулякры средневековой России, Сорокин выводит Павловского и Дугина в роли «юродивых», переделывая их имена на старорусский лад — «Павлушка-еж», «Дуга-Леший». Угадываются и другие прототипы: Сергей Шаргунов (Савватий Шаркунов), Михаил Веллер (Михаил Швеллер), Дарья Донцова и Полина Дашкова (Дарья Адашкова), Оксана Робски (Оксана Под-робская), актёр Константин Хабенский (актер Хапенский), члены террористических организаций Салман Радуев и Шамиль Басаев (Салман Басаев).

По мнению исследователей Сорокин остро ставит вопрос о месте России между двумя мировыми цивилизациями: 
Дорога! Мощная эта вещь. Идет она из Гуанчжоу через Китай, ползет через Казахстан, через Южные Ворота в Южной Стене нашей, потом — через Россию-матушку и до самого Бреста. А там — прямиком до Парижа. Дорога «Гуанчжоу-Париж». С тех пор как все мировое производство всех главных вещей-товаров потихоньку в Китай Великий перетекло, построили эту Дорогу, связующую Европу с Китаем. Десятиполосная она, а под землею — четыре линии для скоростных поездов. Круглые сутки по Дороге ползут тяжелые трейлеры с товарами, свистят подземные поезда серебристые. Смотреть на это — загляденье.
Предпринимались попытки проследить в «Дне опричника» продолжение щедринских традиций (город Глупов, изображённый в «Истории одного города»). Дмитрий Быков увидел в художественном мире повести транспонирование картин опричного разгула, представленных А. К. Толстым в романе «Князь Серебряный».
Историк Дина Хапаева называет повесть Сорокина "сатирой на неомедиевальный поворот России, написанной в самом начале его формирования".

## Успех и адаптации
«День опричника» переведён на основные европейские языки, многократно переиздавался. В 2013 году повесть была номинирована на Международную Букеровскую премию. Рецензируя английский перевод в The New York Times, Стивен Коткин писал, что своей вычурностью и выразительной обрядовостью повесть напомнила ему затянувшийся перформанс.
В Московском государственном театре «Ленком» 30 ноября 2016 года состоялась премьера спектакля «День опричника» в постановке художественного руководителя театра Марка Захарова, который считал книгу Сорокина сегодняшними «Мёртвыми душами». В спектакле также были использованы фрагменты из других произведений Сорокина, в том числе из его романа «Теллурия». Главную роль исполнил Виктор Раков, в постановке также приняли участие Антон Шагин, Виктор Вержбицкий, Дмитрий Певцов, Александра Захарова. Леонид Броневой в спектакле играл небольшую роль воеводы в отставке (князя Собакина), специально введенную для него.
В 2022 году в интервью The Financial Times Сорокин объяснил, что в период написания книги патриоты утверждали, что Россия должна изолировать себя от Запада, и он «решил написать фантазию о том, что было бы, если бы это произошло. А теперь это происходит на самом деле».